# Merochlorops flavipleuris
Merochlorops flavipleuris är en tvåvingeart som först beskrevs av Becker 1913.  Merochlorops flavipleuris ingår i släktet Merochlorops och familjen fritflugor. Inga underarter finns listade i Catalogue of Life.